# Gashamo
Gashamo (ou Gaashaamo) est un woreda de la zone Jarar de la région Somali, en Éthiopie. Le woreda compte 95 191 habitants en 2007. Il porte le nom de son centre administratif.

## Situation
- Woreda Gashamo

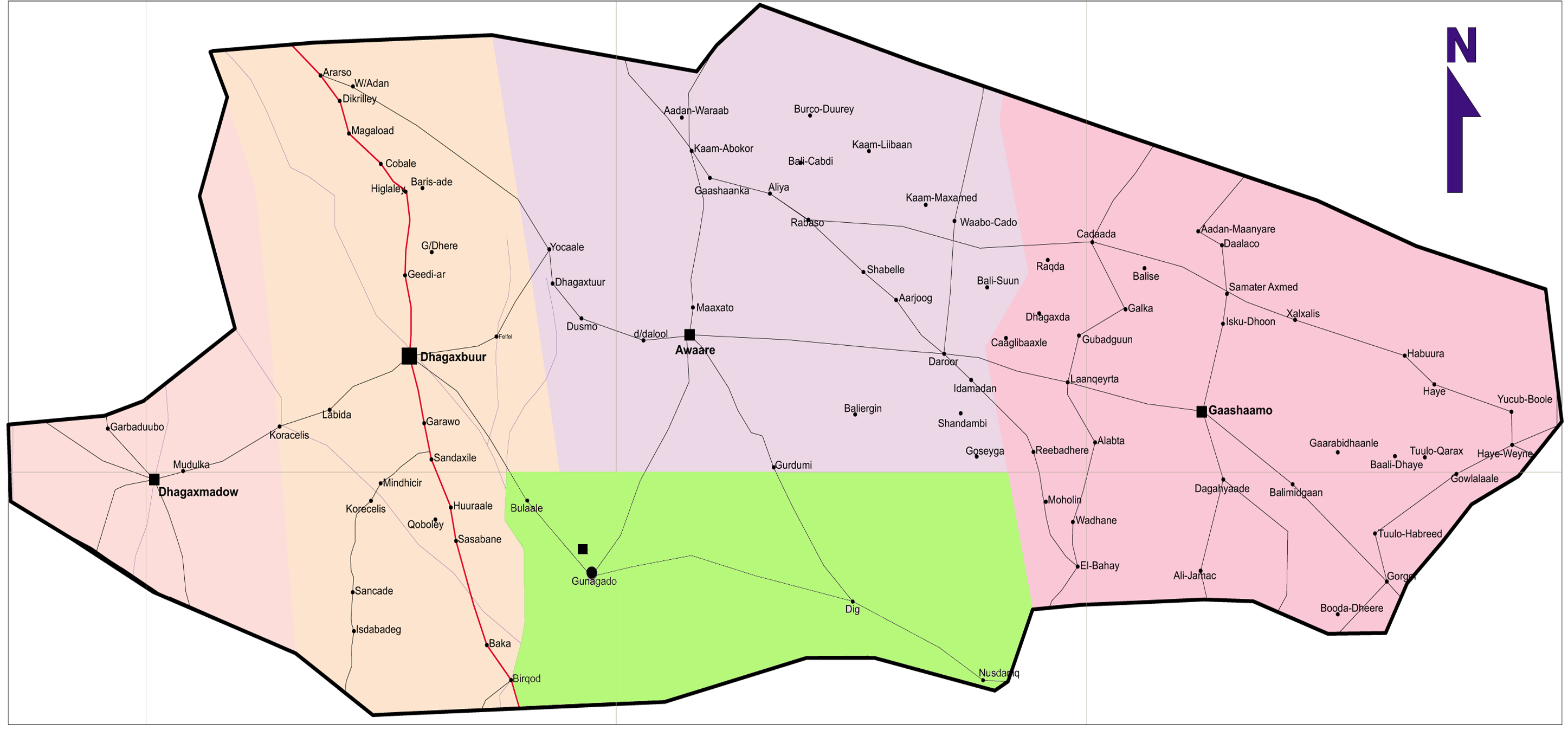
Carte de la zone Jarar.
Woreda Gashamo

Le woreda est desservi par des routes secondaires à plus de 150 km à vol d'oiseau à l'est de Degehabur et à plus de 400 km au sud-est de Djidjiga.
Son centre administratif, appelé Gashamo comme le woreda ou Misrak Gashamo, est situé autour de 790 m d'altitude au centre du woreda.
La principale agglomération, Gewlele, serait située à l'est du woreda, non loin de la zone Dollo[à vérifier].

## Population
Le woreda compte 95 191 habitants au recensement de 2007 dont 7 % de population urbaine.
La population urbaine comprend alors 2 121 habitants à Gashamo et 4 538 habitants à Gewlele.
En 2021, la population du woreda est estimée (par projection des taux de 2007) à 109 370 personnes.